# Čitluk
Čitluk je grad i općina u Hercegovačko-neretvanskoj županiji, BiH.

## Zemljopis
Brotnjo je visoravan smještena na jugozapadu Bosne i Hercegovine. Pruža se uz granicu općine Mostar na sjeveru i sjeveroistoku pa do granica općina Široki Brijeg i Ljubuški na sjeverozapadu i jugu Brotnja. 
Vinova loza i duhan su poljoprivredne kulture s kojima su generacije odrastale i od kojih se živjelo. Danas u Čitluku možete uživati u kapljicama vrhunskog i kvalitetnog vina od autohtonih sorti Žilavke i Blatine, i na taj način osjetiti spoj prirode, tradicije i kvalitete. Mediteranska klima, topla ljeta i badem, mogranj, naranča, maslina i smilje, koji daju poseban topao i pitom izgled kraja i ljudi koji u njemu žive.

## Stanovništvo

### Popis katolika u Župi Brotnjo 1844.
Popis katoličkih vjernika u prostranoj župi Brotnjo, sa sjedištem u selu Gradnići, napravili su župni dušobrižnici za potrebe Hercegovačke franjevačke provincije, utemeljene 1852., nakon odvajanja od Franjevačke provincije Bosne Srebrene.
Rezultati popisa na dan 5. srpnja 1844. godine:
| Katoličko stanovništvo župe Brotnjo 1844. |           |              |
| naselje                                   | broj kuća | stanovništvo |
| Blatnica                                  | 37        | 329          |
| Blizanci                                  | 29        | 193          |
| Čalići                                    | 12        | 83           |
| Čapljina                                  | 44        | 222          |
| Čitluk                                    | 63        | 379          |
| Dobro Selo                                | 32        | 287          |
| Dragićina                                 | 16        | 116          |
| Dretelj                                   | 19        | 98           |
| Gabela                                    | 74        | 419          |
| Gorica                                    | 30        | 149          |
| Gradac                                    | 22        | 221          |
| Gradnići                                  | 21        | 224          |
| Hamzići                                   | 44        | 302          |
| Krućevići                                 | 25        | 193          |
| Međugorje                                 | 43        | 353          |
| Ograđenici                                | 63        | 512          |
| Slipčići                                  | 31        | 225          |
| Služanj                                   | 17        | 106          |
| Sritnice                                  | 72        | 437          |
| Šurmanci                                  | 52        | 337          |
| Tepčići                                   | 18        | 136          |
| Vidovići                                  | 20        | 169          |
| Zvirovići                                 | 29        | 218          |
| ukupno                                    | 813       | 5698         |

### Popisi 1971. – 1991.
| Stanovništvo općine Čitluk |                  |                  |                  |
| godina popisa              | 1991.            | 1981.            | 1971.            |
| Hrvati                     | 14.823 (98,27 %) | 13.799 (97,85 %) | 15.055 (98,02 %) |
| Muslimani                  | 111 (0,73 %)     | 125 (0,88 %)     | 183 (1,19 %)     |
| Srbi                       | 19 (0,12 %)      | 15 (0,10 %)      | 64 (0,41 %)      |
| Jugoslaveni                | 17 (0,11 %)      | 100 (0,70 %)     | 0 (0,00 %)       |
| ostali i nepoznato         | 113 (0,74 %)     | 62 (0,43 %)      | 57 (0,37 %)      |
| ukupno                     | 15.083           | 14.101           | 15.359           |

#### Čitluk (naseljeno mjesto), nacionalni sastav
| Čitluk             |                |                |                |
| godina popisa      | 1991.          | 1981.          | 1971.          |
| Hrvati             | 2571 (98,27 %) | 2007 (96,62 %) | 1618 (97,17 %) |
| Srbi               | 6 (0,22 %)     | 9 (0,43 %)     | 31 (1,86 %)    |
| Muslimani          | 5 (0,19 %)     | 8 (0,38 %)     | 4 (0,24 %)     |
| Jugoslaveni        | 9 (0,34 %)     | 42 (2,02 %)    | 0              |
| ostali i nepoznato | 25 (0,95 %)    | 11 (0,52 %)    | 12 (0,72 %)    |
| ukupno             | 2616           | 2077           | 1665           |

### Popis 2013.
| Stanovništvo općine Čitluk |                  |
| godina popisa              | 2013.            |
| Hrvati                     | 17.900 (98,68 %) |
| Bošnjaci                   | 29 (0,16 %)      |
| Srbi                       | 18 (0,10 %)      |
| ostali i nepoznato         | 193 (1,06 %)     |
| ukupno                     | 18.140           |

| Čitluk – naseljeno mjesto |                |
| godina popisa             | 2013.          |
| Hrvati                    | 3274 (98,85 %) |
| Bošnjaci                  | 1 (0,03 %)     |
| Srbi                      | 1 (0,03 %)     |
| ostali i nepoznato        | 36 (1,09 %)    |
| ukupno                    | 3312           |

### Naseljena mjesta
Općina Čitluk obuhvaća područje naseljenih mjesta: 
Bijakovići, 
Biletići, 
Blatnica, 
Blizanci, 
Čalići, 
Čerin, 
Čitluk, 
Dobro Selo, 
Dragićina, 
Gradnići, 
Hamzići, 
Krehin Gradac, 
Krućevići, 
Mali Ograđenik, 
Međugorje,
Mostarsko Cerno,
Paoča, 
Potpolje, 
Služanj, 
Tepčići,
Veliki Ograđenik i
Vionica.
Iz povijesnih i kulturnih razloga važno je istaknuti naseljeno mjesto Čerin koje se tradicionalno smatra centrom Gornjeg Brotnja, a nekada je bio općinsko središte. Čerin je i sjedište istoimene župe posvećene sv. Stjepanu Prvomučeniku koja obuhvaća cjelokupno Gornje Brotnjo.
Mjesne zajednice na području općine:  Bijakovići, Biletići, Blizanci, Čalići, Čerin, Čitluk Grad, Čitluk Selo, Dobro Selo, Donja Blatnica, Donji Veliki Ograđenik, Donji Mali Ograđenik, Donji Hamzići, Dragićina, Gornji Veliki Ograđenik, Gornji Mali Ograđenik, Gornja Blatnica, Gornji Hamzići, Gradnići, Krehin Gradac, Krućevići, Međugorje, Mostarsko Cerno, Paoča, Potpolje, Služanj.

## Uprava
- Načelnik općine Čitluk: Marin Radišić, dip. oecc.
- Predsjednik Općinskog vijeća: Ivica Jerkić , dipl. oecc.

## Povijest
Brotnjo se prvi put u pisanim dokumentima Dubrovačke Republike spominje 1306./1307. godine. Ono je i u srednjem vijeku bilo povezano prometnicama, a i rimske su ceste prolazile njime. 
Gradić Čitluk razvija se od kraja pedesetih godina dvadesetog stoljeća u administrativno središte Brotnja. Danas je to mjesto sa srednjom i osnovnom školom, gospodarsko, prometno, športsko, kulturno i turističko središte.

### Brotnjo pod mletačkom i turskom vlašću
Mlečani su Čitluk osvojili 18. lipnja 1694., a pripao im je 1699. Mirovnim sporazumom u Srijemskim Karlovcima. 
1716. godine su ga zajedno s mjestima Struge i Hutovo predali Osmanskomu Carstvu, što je formalno potvrđeno Požarevačkim mirom 1718. godine.

## Gospodarstvo
Na području općine Čitluk djeluje veliki broj gospodarskih subjekata. Kod Čitluka postoje nalazišta boksita.

## Poznate osobe
- fra Didak Buntić, franjevac i prosvjetitelj
- Marin Čilić, tenisač
- Nikola Barać, profesor hrvatskog jezika i književnosti
- Zoran Planinić, košarkaš
- Božidar Kaćunko, hrvatski pjesnik, ilustrator
- Bariša Krasić, košarkaš
- Franjo Arapović, bivši košarkaš
- Šimun Šito Ćorić, hrvatski pjesnik, esejist, dramski pisac
- Ferdinand Zovko, solist
- Šima Krasić, državna revizorica
- dr. Stjepan Krasić, profesor
- Petar Krasić, kinolog
- Ljubo Krasić, franjevac, djelatnik u crkvenom školstvu, promicatelj hrv. jezika u Sj. Americi
- Ante Beljo, političar
- Mate Bulić, pjevač
- Ivan Dodig, tenisač
- Predrag Jurić, nogometaš
- Šimun Musa, znanstvenik i sveučilišni profesor
- Ivan Sivrić, profesor, esejist, hrvatski publicist, urednik[4][5][6]
- Josip Muselimović, odvjetnik, hrvatski publicist[6]
- Krešimir Šego, hrvatski književnik, pjesnik[5]
- Jakov Jakša Dugandžić, narodni heroj Jugoslavije
- Mate Sušac, hrvatski književnik
- Ivan Kordić, hrv. književnik koji živi i djeluje u Sarajevu
- Žarko Primorac, hrvatski ekonomski stručnjak
- Milan Ramljak, potpredsjednik hrv. vlade u trima mandatima, ministar pravosuđa RH
- Frano Pehar, hrvatski pop pjevač
- Gordan Prusina (Gogo Valentino), pjevač sarajevske grupe Valentino je po roditeljima podrijetlom iz Brotnja
- Đurđica Barlović rođ.Milićević, pjevačica grupe Novi Fosili po roditeljima vodi podrijetlo iz Brotnja
- Petar Pehar, odvjetnik i političar, član Radićevog i Mačekovog HSS-a
- Ivan Krndelj, hrvatski ljevičar i borac za radnička prava za vrijeme kraljevine Jugoslavije
- Ivica Zubac, hrvatski košarkaš

## Spomenici i znamenitosti
Nekoliko kilometara južno od grada nalazi se Međugorje, mjesto molitve i pomirenja, kojeg hodočaste vjernici iz cijelog svijeta.
U mjestu Gradnići, smješten je najstariji vinski podrum u Bosni i Hercegovini, te najstarija škola koju je pokrenuo franjevac i prosvjetitelj fra Didak Buntić, koji je cijeli svoj život podario obrazovanju pučanstva i gradnji škola. 
U mjestu Čerinu se nalazio žrtvenik rimskim bogovima Dijani i Silvanu, o čemu svjedoči ostatak žrtvenika s imenima spomenutih božanstava. U spomenutom mjestu se također nalazila starokršćanska bazilika čijih je nekoliko kamenih ulomaka ugrađeno u župni stan – franjevačku rezidenciju i crkvu. Ispred župne crkve se nalazi starokršćanski sarkofag te antička presa za masline. 
Na lokalitetu Visočica koji se nalazi u Broćanskom polju između mjesta Donja Blatnica i Gornji Veliki Ograđenik nalaze se stećci plemenitaškog roda Komlinovića, srednjovjekovnih gospodara Brotnja. Na ĉetiri natpisa obitelji Komlinović spominju se tri njihova člana:
Ivaniš koji očito nije imao znaĉajniju politiĉku ulogu jer se uz njegovo ime ne spominje titula knez, vojvoda i slično, zatim Grgur 
- iako je na natpisu uklesano prezime Vuković, djeĉak Grgur je također bio iz obitelji Komlinović. Naime, oni su imali dva prezimena,što nije nimalo neobiĉno u srednjem vijeku. Zanimljivo je da je grob malog Grgura Vukovića najmanji među svim oĉuvanim stećcima uopće; Pavao Komlinović knez, od svih imena oĉuvanih na ovim natpisima on je najznačajnija osoba knez, to pokazuje i ĉinjenica da su oĉuvana njegova dva natpisa: kraći na stranama sljemenjaka, a dulji na postolju, što je jedinstven primjer među svim kamenim spomenicima pisanim hrvatskom ćirilicom. U dubrovaĉkom su Arhivu oĉuvani neki dokumenti u kojima se spominje Pavao sa svojom braćom.

## Obrazovanje
Fra Didak je vodio gladnu djecu u Slavoniju, jer u vremenu Austrougarske vlasti Hercegovinom harala velika glad.
Trenutačno je u gradnji novi srednjoškolski centar, koji će biti jedan od najmodernijih u BiH, i koji bi trebao zadovoljiti potrebe općine.

## Kultura
U Čitluku od 1999. godine djeluje Hrvatsko kulturno umjetničko društvo "Brotnjo".
Osim navedenog HKUD-a, Brotnjo se može pohvaliti i s jednim od najaktivnijih ogranaka Matice hrvatske. 

## Gradovi prijatelji
- Poggio San Marcello,  Italija
- Comune di Fossò,  Italija
- Križevci,  Hrvatska
- Međimurska županija,  Hrvatska

## Šport
U općini Čitluk postoji nekoliko športskih klubova:
- NK Brotnjo
- HKK Brotnjo
- MNK Brotnjo Čitluk
- Karate klub "Brotnjo – Hercegovina" (1979.)
- Stolnoteniski klub "Brotnjo"
- Atletski klub "Brotnjo"
- Boćarski klub "Hrvatski radiša"
- Kuglački klub "Međugorje-Brotnjo Čitluk"
- Kuglački klub "Brotnjo-Čitluk"
- Šahovski klub "Brotnjo"
- ŽHKK Brotnjo 94 – Bubamare

Od 2001. održava se karate turnir DBG Open, na kojem se seniori i seniorke natječu u open kategorijama u kojima prva tri natjecatelja, odnosno natjecateljice osvajaju novčane nagrade.
Youth Streetball Challenge koji organizira HKK Brotnjo održava se od 2014.

## Vanjske poveznice
- Službena stranica općine Čitluk
- Portal Brotnjo.info
- Portal glasbrotnja.net  Arhivirana inačica izvorne stranice od 19. srpnja 2013. (Wayback Machine)
- Rukometni klub "Međugorje"  Arhivirana inačica izvorne stranice od 12. svibnja 2021. (Wayback Machine)
- Košarkaški klub "Brotnjo"  Arhivirana inačica izvorne stranice od 17. veljače 2020. (Wayback Machine)
- Ženski hercegovački košarkaški klub "Brotnjo 94"  Arhivirana inačica izvorne stranice od 28. kolovoza 2013. (Wayback Machine)